# Weidenhof (Wechte)

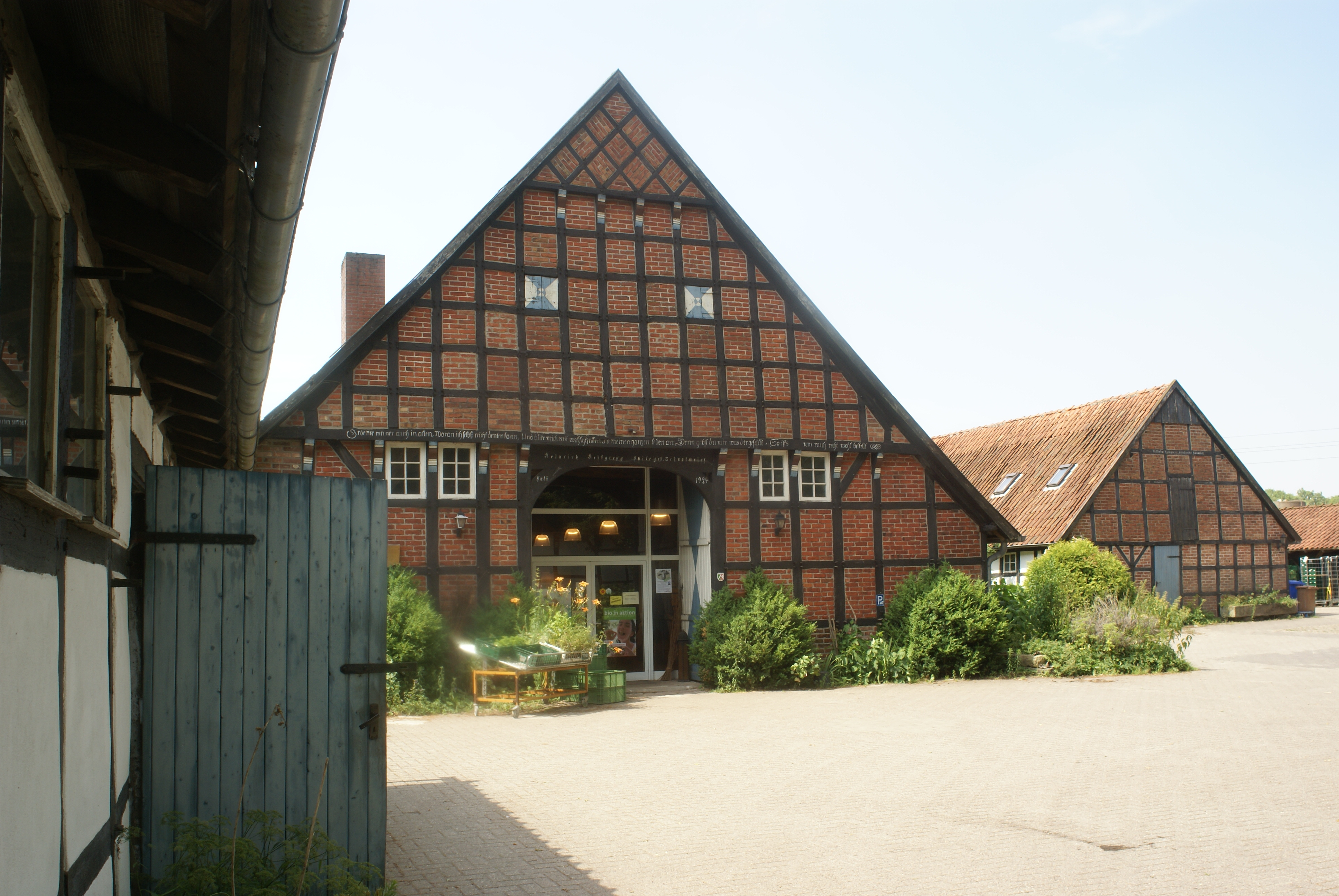
Der Weidenhof in Wechte (Lengerich)

Der Weidenhof ist eine denkmalgeschützte Hofstelle in Wechte, einem Ortsteil der  Stadt Lengerich in der Region Tecklenburger Land (Kreis Steinfurt) im nördlichen Teil des Bundeslandes Nordrhein-Westfalen.
Erbaut wurde das Haupthaus des Weidenhofs im Jahr 1789 von Carl und Elfriede Bäumker. Zum Weidenhof gehören neben dem Haupthaus eine Fahrscheune, ein Weinlager und ein Nebenwohnhaus, das heute als Lagerhaus genutzt wird. Das Backhaus ist mit fast 500 Jahren das älteste Gebäude des Weidenhofs. Das Haupthaus ist ein Fachwerkhaus in typischer Längsdeelenhausbauweise, das Backhäuschen mit steilen Knaggen und teilweise bedeckten Kopfbändern ausgestattet.
Die alte Weide hinter dem ehemaligen Wohnhaus gab dem Weidenhof ihren Namen und ist Zeitzeugin vieler Ereignisse. So lassen sich an der Rinde der Weide noch heute die Spuren eines Brandes von 1967 ablesen. 
Der Weidenhof liegt zwischen Tecklenburg, Ladbergen, Lengerich, Saerbeck und Ibbenbüren. Er wird heute als Biohof und Bioladen genutzt.